# La nave blanca
La nave blanca (en inglés The White Ship) es uno de los relatos cortos más famosos y que tuvieron mayor éxito de H.P. Lovecraft. Fue escrito y publicado en 1919 por la revista The United Amateur en su volumen 19.

## Argumento
The White Ship relata el viaje del guardián de un faro, Basil Elton, quien, tras escuchar las historias contadas por su abuelo y su padre, decide embarcarse en un barco blanco, dejándose llevar a las islas místicas que no pueden ser encontradas en los mapas de la tierra. Su aventura lo lleva a las Islas de Zur, donde habitan todas las ideas y sueños de belleza que llegan a los hombres una vez y nunca vuelven. También visitó la fantástica ciudad de Talarión, donde se encuentran grandes maravillas; a Xura, el lugar de los placeres inalcanzados, y a Sona-Nyl, un lugar utópico y paradisíaco donde reside por mucho tiempo.
Cuando Basil despertó y se dio cuenta de que estaba en la plataforma del faro, vio el mar y se percató de que se había apagado la luz de faro; lo único que veía era un barco destrozado en las rocas. Desde entonces, el mar no le ha vuelto a contar sus secretos a Basil Elton y no ha visto otra vez la embarcación blanca. En este cuento se manifiesta no sólo la aspiración por romper la cotidianeidad, sino también la maravilla de cada fenómeno, de manera que la vuelta al mundo físico es el castigo.

## Inspiración
La trama superficial se basa en la historia de Lord Dunsany de 1910 Idle Days on the Yann.
A diferencia de muchos de los otros cuentos de Lovecraft, El barco blanco no se relaciona directamente con el popularizado Mitos de Cthulhu. Sin embargo, la historia tampoco puede excluirse por completo de la continuidad de los "Mitos", ya que hace referencia a seres sobrenaturales y divinos. El tono y el temperamento de The White Ship habla en gran parte de la estructura literaria del Ciclo onírico que Lovecraft utilizó en otras historias como La búsqueda en sueños de la ignota Kadath (1926) y Los gatos de Ulthar (1920).
En The White Ship el terror que experimentan los personas es oculto, es decir que simplemente constituye parte de la descripción de estos.